# Samacar
Samacar is een geslacht van tweekleppigen uit de  familie van de Arcidae (arkschelpen).

## Soorten
- Samacar aleutica Kamenev, 2007
- Samacar kurilensis Kamenev, 2007
- Samacar strabo (Hedley, 1915)